# Boveycantharis funesta
Boveycantharis funesta là một loài bọ cánh cứng trong họ Cantharidae. Loài này được Faldemann miêu tả khoa học năm 1835.